# 小弗农·凯里
小弗农·凯里（英語：Vernon Carey Jr.，2001年2月25日—），美国男子篮球运动员，現時效力於美国国家篮球协会（NBA）華盛頓巫師。他为蓝魔公爵打大学篮球。他以五星级新兵的身份在NSU大学学校完成了他的高中职业生涯，并且是2019届顶级球员之一。

## 高中生涯
凯里在佛罗里达州劳德代尔堡的新星东南大学大学学院出演了四年。在大一赛季，他场均得到18.0分，7.0个篮板和2.0个盖帽，同时带领鲨鱼队取得15–9的整体记录。大二时，凯里场均得到22.0分和8.0个篮板，同时带领他的球队取得20-7的战绩和佛罗里达州的州冠军。大二后，凯里入选了2017年迈阿密先驱报和Sun Sentinel全区团队，以及2017年MaxPreps全美荣誉奖。
大三时，凯里场均得到26.0分和10.1个篮板，同时带领鲨鱼队以36-2的总战绩，佛罗里达州5A州冠军以及2017年棕榈树邀请赛和2017年约翰·沃尔邀请赛的冠军。凯里（Carey）带领他的团队进入了高中全国锦标赛的决赛，在冠军赛中输给了蒙特维德学院（蒙特维尔德学院）及其明星RJ·巴雷特 。
凯里（凯里）为他的AAU球队佛罗里达耐克（Nike）队在耐克精英青年篮球联赛（EYBL）巡回赛上场均得到17.4分和5.3个篮板。